# Dernière Jeunesse
Pour plus de détails, voir Fiche technique et Distribution.
Dernière Jeunesse est un film franco-italien de Jeff Musso sorti en 1939.

## Synopsis
De retour dans son pays natal d’où il a été absent de longues années, Georges, un vieux colon français, rencontre par hasard Marcelle, une femme fort déprimée à cause de son ancien amant.
Saisi d'une tendresse presque paternelle, il décide de l'accueillir chez lui. Mais peu à peu ce sentiment se transforme en un amour passionné. Même la jeune femme semble ressentir quelque chose pour son bienfaiteur.
Vite cependant il se rend compte que ce n'est que de la reconnaissance. Aveuglé par la jalousie lorsqu'elle tombe amoureuse d'un homme plus jeune que lui, il va même jusqu'à décider de tuer son rival.
Mais lors d'une altercation avec cette jeune femme qu’il héberge, il se rend compte à quel point elle est vulgaire et insensible et, en proie à la colère, il l’étrangle. Alors, torturé par le désespoir et le repentir, le voilà qui erre à travers la ville, arrive au port et se suicide en se jetant dans la mer.

## Fiche technique
- Titre original français : Dernière Jeunesse
- Titre italien : Ultima giovinezza
- Réalisateur : Jeff Musso
- Scénaristes : Maria Basaglia, Jeff Musso d'après un roman de Liam O'Flaherty
- Musique : Giuseppe Mulè
- Décors : Pierre Schild
- Montage : Eraldo Da Roma
- Sociétés de production :  Lumenfilms et  Scalera Film S.p.a.
- Pays de production :  France -  Royaume d'Italie
- Langue d'origine : français
- Format :  Noir et blanc - 1,37:1 - 35 mm - son mono
- Genre : Drame
- Durée : 88 minutes
- Date de sortie : 
  - France - 30 août 1939

## Distribution

### Rôles principaux
- Raimu : Georges
- Jacqueline Delubac : Marcelle
- Pierre Brasseur : Frossard

### Autres rôles
- Tramel : Derange
- Alice Tissot : la propriétaire de la pension de famille
- Amy Collin : la caissière de la crèmerie
- Armand Larcher : l'ami de Frossard
- Charles Redgie : l'ivrogne
- Héléna Manson : Marie
- Jean Brochard : le patron du restaurant
- Marcel Maupi : la Puce, le jockey
- Monique Joyce : Yvonne
- René Génin : le propriétaire de la pension de famille
- Raymone : Jeannette
- Rivers Cadet : Michelin
- Yves Deniaud : Reynaud